# Johan Kriek
Johan Kriek, né le 5 avril 1958 à Pongola en Afrique du Sud, est un ancien joueur de tennis professionnel sud-africain naturalisé américain.

## Carrière
Il compte à son actif deux victoires en Grand Chelem : à l'Open d'Australie en 1981 et 1982 (contre le même adversaire : Steve Denton qui ne compte dans sa carrière que ces deux défaites en finales). Il faut noter toutefois que ces deux victoires ont été obtenues à une époque où les meilleurs joueurs du monde ne se rendaient pas tous en Australie pour disputer le quatrième Grand Chelem de la saison.
Indépendamment de ces deux victoires en grand chelem, Johan Kriek se distingue par un tennis flamboyant porté vers l'attaque de fond de court à outrance en prenant un maximum de risque. Il atteint, en 1980, les demi-finales à l'US Open, où il mène deux sets à zéro devant Björn Borg avant de s'effondrer (4-6, 4-6, 6-1, 6-1, 6-1). En fin de carrière, à Roland-Garros en 1986, il se hisse également dans le dernier carré après des victoires sur Yannick Noah (par forfait) et Guillermo Vilas notamment.

## Parcours dans les tournois duGrand Chelem

### En simple
| Année | Open d'Australie | Open d'Australie | Internationaux de France | Internationaux de France | Wimbledon       | Wimbledon    | US Open         | US Open       | Open d'Australie | Open d'Australie |
| ----- | ---------------- | ---------------- | ------------------------ | ------------------------ | --------------- | ------------ | --------------- | ------------- | ---------------- | ---------------- |
| 1978  | n.o.             | n.o.             | —                        | —                        | 2e tour (1/32)  | W. Fibak     | 1/4 de finale   | V. Gerulaitis | —                | —                |
| 1979  | n.o.             | n.o.             | 1er tour (1/64)          | P. Hutka                 | 3e tour (1/16)  | J. Connors   | 1/4 de finale   | V. Gerulaitis | —                | —                |
| 1980  | n.o.             | n.o.             | —                        | —                        | 3e tour (1/16)  | W. Fibak     | 1/2 finale      | B. Borg       | —                | —                |
| 1981  | n.o.             | n.o.             | —                        | —                        | 1/4 de finale   | J. McEnroe   | 3e tour (1/16)  | M. Cahill     | Victoire         | S. Denton        |
| 1982  | n.o.             | n.o.             | —                        | —                        | 1/4 de finale   | J. McEnroe   | 3e tour (1/16)  | I. Năstase    | Victoire         | S. Denton        |
| 1983  | n.o.             | n.o.             | —                        | —                        | 3e tour (1/16)  | R. Van't Hof | 1/8 de finale   | I. Lendl      | 1/4 de finale    | M. Wilander      |
| 1984  | n.o.             | n.o.             | —                        | —                        | 1/8 de finale   | P. Annacone  | 3e tour (1/16)  | J. Lloyd      | 1/2 finale       | M. Wilander      |
| 1985  | n.o.             | n.o.             | —                        | —                        | 3e tour (1/16)  | A. Maurer    | 2e tour (1/32)  | G. Holmes     | 1/4 de finale    | M. Wilander      |
| 1986  | n.o.             | n.o.             | 1/2 finale               | I. Lendl                 | 2e tour (1/32)  | J. Sadri     | 3e tour (1/16)  | B. Gilbert    | n.o.             | n.o.             |
| 1987  | 2e tour (1/32)   | K. Evernden      | 1er tour (1/64)          | J. Nyström               | 1/8 de finale   | I. Lendl     | 3e tour (1/16)  | R. Krishnan   | n.o.             | n.o.             |
| 1988  | 2e tour (1/32)   | M. Gustafsson    | —                        | —                        | 1er tour (1/64) | M. Woodforde | 3e tour (1/16)  | A. Agassi     | n.o.             | n.o.             |
| 1989  | 3e tour (1/16)   | S. Edberg        | —                        | —                        | 1er tour (1/64) | L. Shiras    | 1er tour (1/64) | L. Duncan     | n.o.             | n.o.             |
| 1990  | —                | —                | —                        | —                        | —               | —            | —               | —             | n.o.             | n.o.             |
| 1991  | —                | —                | —                        | —                        | 1er tour (1/64) | J. Sánchez   | —               | —             | n.o.             | n.o.             |

N.B. : à droite du résultat se trouve le nom de l'ultime adversaire.

#### Victoires (2)
| Année | Tournoi          | Adversaire en finale | Score              |
| 1981  | Open d'Australie | Steve Denton         | 6-2, 7-6, 6-7, 6-4 |
| 1982  | Open d'Australie | Steve Denton         | 6-3, 6-3, 6-2      |

### En double
| Année | Open d'Australie          | Open d'Australie       | Internationaux de France | Internationaux de France | Wimbledon                  | Wimbledon               | US Open                     | US Open                 | Open d'Australie        | Open d'Australie           |
| ----- | ------------------------- | ---------------------- | ------------------------ | ------------------------ | -------------------------- | ----------------------- | --------------------------- | ----------------------- | ----------------------- | -------------------------- |
| 1978  | n.o.                      | n.o.                   | —                        | —                        | —                          | —                       | 2e tour (1/16) R. Génois    | M. Riessen S. Stewart   | —                       | —                          |
| 1979  | n.o.                      | n.o.                   | 2e tour (1/16) T. Moor   | Edmondson J. Marks       | 1/8 de finale F. González  | B. Hewitt F. McMillan   | 1er tour (1/32) N. Saviano  | V. Amaya H. Pfister     | —                       | —                          |
| 1980  | n.o.                      | n.o.                   | —                        | —                        | —                          | —                       | 2e tour (1/16) F. González  | C. Graebner C. Pasarell | —                       | —                          |
| 1981  | n.o.                      | n.o.                   | —                        | —                        | —                          | —                       | 1er tour (1/32) F. McMillan | R. Baxter J. Ross       | 1/4 de finale Wilkison  | Edmondson K. Warwick       |
| 1982  | n.o.                      | n.o.                   | —                        | —                        | 2e tour (1/16) L. Stefanki | M. Davis C. Dunk        | 1/8 de finale Buehning      | Gullikson               | 1/4 de finale Buehning  | J. Alexander J. Fitzgerald |
| 1983  | n.o.                      | n.o.                   | —                        | —                        | 1er tour (1/32) T. Delatte | Giammalva Sundström     | 1er tour (1/32) T. Delatte  | F. González M. Mitchell | 1/8 de finale Buehning  | B. Dyke R. Frawley         |
| 1984  | n.o.                      | n.o.                   | —                        | —                        | 1/8 de finale T. Delatte   | S. Mayer F. Taygan      | —                           | —                       | 1/8 de finale S. Edberg | F. González M. Mitchell    |
| 1985  | n.o.                      | n.o.                   | —                        | —                        | 1/4 de finale K. Curren    | P. Cash J. Fitzgerald   | 1/4 de finale K. Curren     | De Palmer G. Donnelly   | —                       | —                          |
| 1986  | n.o.                      | n.o.                   | 1/4 de finale J. Lloyd   | J. Fitzgerald T. Šmíd    | 2e tour (1/16) J. Lloyd    | J. Nyström M. Wilander  | 1/8 de finale J. Lloyd      | K. Curren M. Mitchell   | n.o.                    | n.o.                       |
| 1987  | 2e tour (1/16) Fitzgerald | T. Mmoh N. Odizor      | —                        | —                        | 1er tour (1/32) Evernden   | S. Davis D. Pate        | 2e tour (1/16) Evernden     | Annacone De Palmer      | n.o.                    | n.o.                       |
| 1988  | 1/4 de finale Evernden    | J. Bates P. Lundgren   | 2e tour (1/16) Evernden  | L. Lavalle A. Moreno     | 1/4 de finale Evernden     | J. Fitzgerald A. Järryd | 2e tour (1/16) Evernden     | L. Warder Willenborg    | n.o.                    | n.o.                       |
| 1989  | 1/4 de finale W. Masur    | D. Cahill M. Kratzmann | —                        | —                        | 2e tour (1/16) Evernden    | Ivanišević N. Pereira   | 1er tour (1/32) Wilkison    | M. Schapers M. Šrejber  | n.o.                    | n.o.                       |

N.B. : le nom du ou de la partenaire se trouve sous le résultat ; le nom des ultimes adversaires se trouve à droite.